# Cuevas de Vani

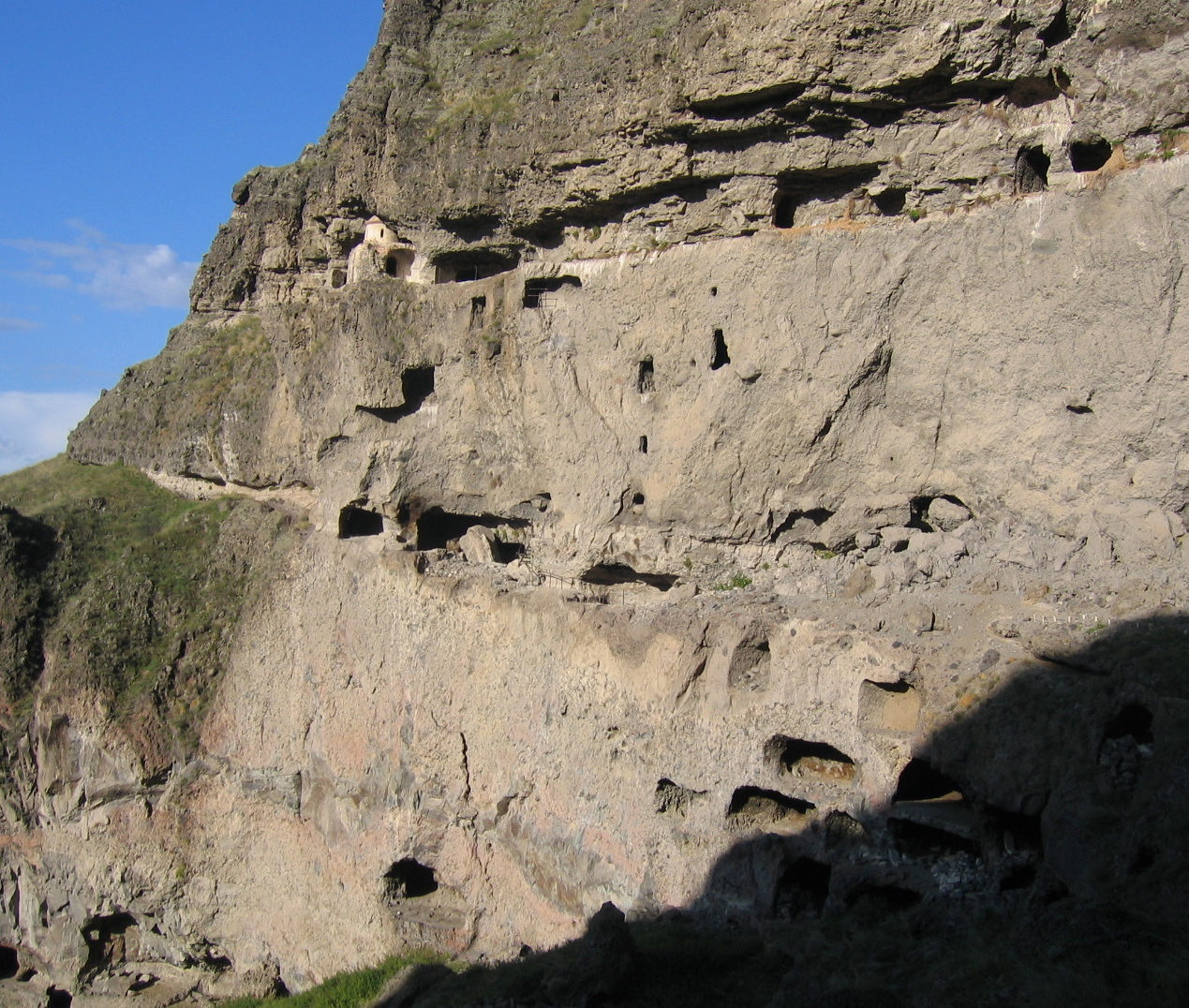
Vanis Kvabebi visto desde el segundo nivel de los túneles

Vanis Kvabebi (español Cuevas de Vani) es un monasterio cueva en la región de Samtsje-Javajeti en Georgia cerca de la ciudad de Aspindza y también es la ciudad cueva más famosa de Vardzia. El complejo data del siglo VIII y consiste en una muralla defensiva construida en 1204 y de un laberinto de túneles construidos en varios niveles en la ladera de la montaña.
En el complejo también existen dos iglesias. La más reciente es una iglesia de piedra, que se encuentra en muy buen estado de conservación, cerca de lo más alto de la muralla, y una iglesia más pequeña en forma de cúpula está colgando de la roca en el nivel más superior de los túneles.